# Eliteserien 1996
La Eliteserien 1996, nota anche come Tippeligaen 1996 per ragioni di sponsorizzazione, fu la cinquantunesima edizione della Eliteserien, massima serie del campionato norvegese di calcio. Vide la vittoria finale del Rosenborg, al suo undicesimo titolo, il quinto consecutivo. Capocannoniere del torneo fu Harald Martin Brattbakk (Rosenborg), con 28 reti.

## Stagione

### Novità
Dalla Eliteserien 1995 vennero retrocessi l'Hødd, l'HamKam e lo Strindheim, mentre dalla 1. divisjon 1995 vennero promossi il Moss, lo Skeid e lo Strømsgodset. Nel corso della stagione il VIF Fotball cambiò denominazione in Vålerenga Fotball.

### Formula
Le quattordici squadre partecipanti si affrontarono in un girone all'italiana con partite di andata e di ritorno, per un totale di 26 giornate. La prima classificata, vincitrice del campionato, veniva ammessa alla UEFA Champions League 1997-1998, mentre la seconda e la terza classificate venivano ammesse alla Coppa UEFA 1997-1998. Il vincitore della Coppa di Norvegia veniva ammesso alla Coppa delle Coppe 1997-1998. Due ulteriori posti venivano assegnati per la partecipazione alla Coppa Intertoto 1997. Le ultime tre classificate venivano retrocesse direttamente in 1. divisjon.

## Squadre partecipanti
| Club         | Stagione | Città        | Stagione 1995                    |
| ------------ | -------- | ------------ | -------------------------------- |
| Bodø/Glimt   | dettagli | Bodø         | 3º posto in Eliteserien          |
| Brann        | dettagli | Bergen       | 10º posto in Eliteserien         |
| Kongsvinger  | dettagli | Kongsvinger  | 11º posto in Eliteserien         |
| Lillestrøm   | dettagli | Lillestrøm   | 4º posto in Eliteserien          |
| Molde        | dettagli | Molde        | 2º posto in Eliteserien          |
| Moss         | dettagli | Moss         | 1º posto in 1. divisjon gruppo 1 |
| Rosenborg    | dettagli | Trondheim    | Campione di Norvegia             |
| Skeid        | dettagli | Oslo         | 1º posto in 1. divisjon gruppo 2 |
| Start        | dettagli | Kristiansand | 8º posto in Eliteserien          |
| Stabæk       | dettagli | Bærum        | 9º posto in Eliteserien          |
| Strømsgodset | dettagli | Drammen      | 2º posto in 1. divisjon gruppo 2 |
| Tromsø       | dettagli | Tromsø       | 6º posto in Eliteserien          |
| Vålerenga    | dettagli | Oslo         | 7º posto in Eliteserien          |
| Viking       | dettagli | Stavanger    | 5º posto in Eliteserien          |

## Classifica finale
|  | Pos. | Squadra      | Pt | G  | V  | N | P  | GF | GS | DR  |
|  | ---- | ------------ | -- | -- | -- | - | -- | -- | -- | --- |
|  | 1.   | Rosenborg    | 59 | 26 | 18 | 5 | 3  | 82 | 26 | +56 |
|  | 2.   | Lillestrøm   | 46 | 26 | 13 | 7 | 6  | 54 | 33 | +21 |
|  | 3.   | Viking       | 43 | 26 | 12 | 7 | 7  | 50 | 32 | +18 |
|  | 4.   | Brann        | 42 | 26 | 11 | 9 | 6  | 64 | 50 | +14 |
|  | 5.   | Tromsø       | 41 | 26 | 11 | 8 | 7  | 46 | 41 | +5  |
|  | 6.   | Stabæk       | 36 | 26 | 9  | 9 | 8  | 47 | 45 | +2  |
|  | 7.   | Kongsvinger  | 36 | 26 | 10 | 6 | 10 | 38 | 48 | -10 |
|  | 8.   | Molde        | 33 | 26 | 9  | 6 | 11 | 45 | 38 | +13 |
|  | 9.   | Skeid        | 32 | 26 | 10 | 2 | 14 | 33 | 59 | -26 |
|  | 10.  | Bodø/Glimt   | 31 | 26 | 9  | 4 | 13 | 44 | 49 | -5  |
|  | 11.  | Strømsgodset | 29 | 26 | 8  | 5 | 13 | 40 | 59 | -19 |
|  | 12.  | Moss         | 29 | 26 | 7  | 8 | 11 | 28 | 47 | -19 |
|  | 13.  | Vålerenga    | 27 | 26 | 6  | 9 | 11 | 30 | 40 | -10 |
|  | 14.  | Start        | 18 | 26 | 5  | 3 | 18 | 37 | 71 | -34 |

Legenda:
      Campione di Norvegia e ammessa alla UEFA Champions League 1997-1998
      Ammessa alla Coppa UEFA 1997-1998
      Ammessa alla Coppa delle Coppe 1997-1998
      Ammessa alla Coppa Intertoto 1997
      Retrocessa in 1. divisjon 1997
Note:
Tre punti a vittoria, uno a pareggio, zero a sconfitta.

## Risultati
|              | Ros  | Lil  | Vik  | Bra  | Tro  | Stb  | Kon   | Mol  | Ske  | Bod  | Str  | Hød  | Vål  | Sta  |
| ------------ | ---- | ---- | ---- | ---- | ---- | ---- | ----- | ---- | ---- | ---- | ---- | ---- | ---- | ---- |
| Rosenborg    | –––– | 7-2  | 2-1  | 10-0 | 2-1  | 4-2  | 3-0   | 2-0  | 6-1  | 2-0  | 5-0  | 0-0  | 6-0  | 2-1  |
| Lillestrøm   | 3-0  | –––– | 0-4  | 3-3  | 1-1  | 2-1  | 0-0   | 3-0  | 5-0  | 1-2  | 3-3  | 2-0  | 2-0  | 3-0  |
| Viking       | 1-1  | 2-2  | –––– | 3-0  | 2-2  | 2-3  | 1-0   | 3-0  | 7-0  | 4-0  | 0-1  | 1-0  | 2-1  | 4-0  |
| Brann        | 3-3  | 2-2  | 1-1  | –––– | 3-3  | 4-0  | 2-0   | 4-0  | 1-2  | 2-0  | 6-2  | 1-1  | 2-2  | 7-1  |
| Tromsø       | 1-5  | 1-0  | 2-2  | 4-1  | –––– | 1-0  | 2-1   | 3-1  | 2-4  | 2-1  | 0-1  | 2-2  | 0-0  | 3-0  |
| Stabæk       | 4-4  | 0-3  | 1-1  | 4-1  | 0-2  | –––– | 5-0   | 3-3  | 1-1  | 1-0  | 4-0  | 2-2  | 0-0  | 1-1  |
| Kongsvinger  | 4-3  | 1-5  | 3-1  | 2-2  | 2-2  | 4-2  | ––––  | 1-0  | 1-2  | 2-1  | 3-0  | 2-1  | 1-0  | 0-2  |
| Molde        | 0-3  | 0-0  | 3-0  | 3-3  | 3-0  | 0-0  | 2-0   | –––– | 0-1  | 1-2  | 0-1  | 8-0  | 2-0  | 5-1  |
| Skeid        | 0-2  | 1-3  | 1-2  | 1-6  | 1-0  | 3-1  | 0-0   | 1-5  | –––– | 1-3  | 2-3  | 2-1  | 2-1  | 2-3  |
| Bodø/Glimt   | 0-4  | 1-3  | 7-0  | 1-3  | 1-3  | 0-1  | 5-3   | 1-3  | 0-3  | –––– | 1-1  | 4-1  | 3-0  | 3-3  |
| Strømsgodset | 0-1  | 1-3  | 1-3  | 0-2  | 5-2  | 2-2  | 1-1   | 1-3  | 1-0  | 2-4  | –––– | 0-1  | 2-2  | 4-1  |
| Moss         | 0-0  | 1-0  | 1-0  | 2-1  | 0-1  | 2-4  | 2-2   | 1-1  | 1-0  | 0-1  | 5-2  | –––– | 2-2  | 1-0  |
| Vålerenga    | 0-4  | 2-1  | 0-0  | 0-2  | 2-2  | 2-3  | [ 2 ] | 0-0  | 3-0  | 1-1  | 3-0  | 4-1  | –––– | 1-0  |
| Start        | 2-1  | 0-2  | 0-3  | 0-2  | 1-4  | 1-2  | 4-5   | 4-2  | 1-2  | 2-2  | 2-6  | 5-0  | 2-4  | –––– |

## Statistiche

### Classifica marcatori
| Gol |  |  | Giocatore               | Squadra    |
| --- |  |  | ----------------------- | ---------- |
| 28  |  |  | Harald Martin Brattbakk | Rosenborg  |
| 23  |  |  | Egil Østenstad          | Viking     |
| 19  |  |  | Tore André Flo          | Brann      |
| 19  |  |  | Mons Ivar Mjelde        | Brann      |
| 18  |  |  | Petter Belsvik          | Stabæk     |
| 15  |  |  | Geir Frigård            | Lillestrøm |
| 15  |  |  | Mini Jakobsen           | Rosenborg  |
| 15  |  |  | Sigurd Rushfeldt        | Tromsø     |